# حسيك ظاهر العروق
حسيك ظاهر العروق (الاسم العلمي:Arrhenatherum phaenoneuron) هو نوع نباتي يتبع جنس الحسيك من فصيلة النجيلية.